# Ian Astbury
Ian Astbury (Heswall, 14 maggio 1962) è un cantante britannico, leader della band rock The Cult.
Ha anche fondato la band Holy Barbarians, la quale, dopo aver realizzato nel 1996 il suo unico album Cream, ha cessato l'attività.
Astbury ha pubblicato un album solista nel 1999, Spirit/Light/Speed, ma si è fatto notare soprattutto per aver preso il posto di Jim Morrison nei redivivi The Doors, per una serie di tournée ed esibizioni. Inoltre ha cantato in alcuni spettacoli dal vivo degli MC5.
Di particolare rilievo è la partecipazione nel 2010 all'album solista omonimo di Slash come voce nel brano Ghost.